# Massif des Trois-Évêchés
Het Massif des Trois-Évêchés (in het Nederlands: Massief van de Drie Bisdommen) is een bergmassief in de Franse Alpen in het departement Alpes-de-Haute-Provence. De naam komt van een van de bergtoppen in het massief, die zo genoemd is omdat het ooit de grens markeerde van drie bisdommen, te weten die van Digne, Embrun en Senez.

## Belangrijkste pieken
- Tête de l'Estrop, 2961 m, hoogste punt van het massief
- Grande Séolane, 2909 m
- Petite Séolane, 2854 m
- Les Trois-Évêchés, 2818 m
- Tête de Chabrière, 2745 m
- Roche Close, 2739 m
- Sommet du Caduc, 2654 m
- Mourre-Gros, 2652 m
- Montagne de la Blanche, 2610 m
- Les Mées, 2599 m
- Tête de la Sestrière, 2572 m
- Tête Noire, 2560 m
- Sangraure, 2560 m
- Dormillouse, 2505 m
- Sommet du Tromas, 2500 m
- l'Autapie, 2426 m
- Sommet de Denjuan, 2403 m
- Le Gros Tapy, 2374 m
- La Grand Croix, 2369 m
- La Montagne du Cheval Blanc, 2323 m

## Geologie
Het Trois-Évêchés-massief bestaat uit sedimentair gesteente, voornamelijk zandsteen en mergel, typisch voor de Voor-Alpen. Geologisch gezien is het massief in het Noorden verbonden met de Ubaye-vallei.

## Wintersportgebieden
- Val d'Allos
- Pra Loup
- Saint-Jean-Montclar

In het gebied bevinden zich ook twee uitzonderlijke bergbeklimmersafdalingen van hoog niveau, genaamd Male Vesse en Bussing.

## Trivia
- Op 24 maart 2015 stortte Germanwings-vlucht 9525 neer in het massief.[1][2]